# Phylas (roi d'Ephyre)
Pour les articles homonymes, voir Phylas.
Dans la mythologie grecque, Phylas (en grec ancien : Φύλας Phylas ; Φυλέα / Phyléa) est roi d'Éphyre et le père d'Astyoché. Selon Apollodore d'Athènes et Diodore de Sicile, Héraclès et ses hommes, venant en aide aux Calydoniens contre les Thesprotes, font tomber la ville d'Éphyre. Phylas est alors tué par le fils de Zeus en personne. Après la victoire, Héraclès fait prisonnière sa fille Astyoché avec laquelle il donne naissance à Tlépolème.